# Василь Витка
Васи́ль Ви́тка (бел. Васіль Ві́тка), настоящее имя — Тимофей Васильевич Крысько (бел. Цімох Васільевіч Крысько; 16 мая 1911 — 5 июля 1996, Минск) — советский белорусский поэт, драматург, критик, переводчик, классик белорусской детской литературы. Заслуженный деятель культуры Белорусской ССР (1970). Лауреат Государственной премии БССР (1972). Член Союза писателей СССР (1943).

## Биография
Родился 16 мая 1911 года в деревне Евличи Слуцкого уезда Минской губернии в крестьянской семье.
После окончания Слуцкой профтехшколы в 1928 работал слесарем на Бобруйском деревообрабатывающем комбинате, в заводской многотиражке (1929—1930), редакциях газет «Камуніст» (Бобруйск, 1930—1933), «Ударнік» (Жлобин, 1933—1935), «Чырвоная змена» (1935—1937), «Літаратура і мастацтва» (1937—1938) и журнала «Полымя рэвалюцыі» (1938—1939).
Участник польского похода РККА в Западную Белоруссию. До начала Великой Отечественной войны работал секретарём Белостокского областного отделения Союза писателей Белорусской ССР. С началом Великой Отечественной войны — в редакции газеты «Савецкая Беларусь», с 1942 года — в отделе пропаганды и агитации ЦК КПБ редактором массовых изданий для оккупированных районов. Сотрудничал в сатирических журналах «Партызанская дубінка» и «Раздавім фашысцкую гадзіну». Со дня основания журнала «Беларусь» (январь 1944) работал его ответственным секретарём. C 1947 года член КПСС.
С 1951 года — заместитель, в 1951—1957 — главный редактор белорусской еженедельной литературной газеты Літаратура і мастацтва. В 1957—1974 годах — главный редактор детского журнала «Вясёлка». В 1974—1987 годах — член сценарно-редакционной коллегии киностудии «Беларусьфильм».

### Семья
Дочь — Гавриловец Наталья Тимофеевна (редактор); внучка — Юлия Чернявская (культуролог и литератор); внучка — Аралова Мария (практикующий психолог).

### Творчество
Начал публиковаться в 1928 году.

### Сборники стихов
- бел. «Гартаванне» («Закалка») (1943)
- бел. «Поўдзень» («Полдень») (1946)
- бел. «Вернасць» («Верность») (1953)
- бел. «Ружа і штык» («Роза и штык») (1958)
- бел. «Паверка» («Поверка») (1961)
- бел. «Вершы» («Стихи») (1968)
- бел. «Беларуская калыханка» («Белорусская колыбельная») (1971)
- бел. «Праводзіны лета» («Проводы лета») (1972)
- бел. «Вышыні святла» («Вершины света») (1977)
- бел. «Случчына» («Слутчина») (1981)
- бел. «Трэція пеўні» («Третьи петухи») (1988)

### Сборник сатиры и юмора
- бел. «Для дома, для альбома і трохі для эпохі» («Для дома, для альбома и немного для эпохи») (1983)

### Книги поэзии для детей
- бел. «Вавёрчына гора» («Белкино горе») (1948)
- бел. «Буслінае лета» («Аистово лето») (1958)
- бел. «Казка пра цара Зубра» («Сказка о царе Зубре») (1960)
- бел. «Дударык» («Дударик») (1964)
- бел. «Азбука Васі Вясёлкіна» («Азбука Васи Весёлкина») (1965)
- бел. «Казкі» («Сказки») (1968)
- бел. «Чытанка-маляванка» («Хрестоматия-разукрашка») (1971)
- бел. «Хто памагае сонцу» («Кто помогает солнцу») (1975)
- бел. «Казкі» («Сказки») (1976)
- бел. «Ладачкі-ладкі» («Ладушки-ладки») (1977)
- бел. «Мы будуем метро» («Мы строим метро») (1979)
- бел. «Мінскія балады» («Минские баллады») (1982)
- бел. «Казкі і краскі» («Сказки и краски») (1984)
- бел. «Госці» («Гости») (1984)
- бел. «Загадка пра зярнятка» («Загадка про зёрнышко») (1984)
- бел. «Дзецям : выбраныя творы» («Детям : избранные произведения») (1986)
- бел. «Свята дружбы» («Праздник дружбы») (1987)

### Книги прозы для детей
- бел. «Зайчык-вадалаз» («Зайчик-водолаз») (1962)

### Книга дневников, очерков и рассказов
- бел. «Дзеці і мы» («Дети и мы») (1977)

### Книги очерков
- бел. «Урокі» («Уроки») (1982)
- бел. «Азбука душы» («Азбука души») (1988)

### Хрестоматия для чтения
- бел. «Роднае слова : для 1, 2 и 3 класаў» («Родное слова : для 1, 2 и 3 классов») (1969, 1970, 1988; в соавторстве)

### Пьесы
- бел. «Прамень будучыні» («Луч будущего» (1948)
- бел. «Шчасце паэта» («Счастье поэта» (1951, посвящена жизни Я. Купалы)

### Избранное
- бел. «Выбранае : У 2 т.» («Избранное : в 2 томах» (1973)

### Переводы с русского языка
Переводил на белорусский язык произведения русских, украинских, латышских, болгарских и польских писателей.
- «Хорошо!» (бел. «Добра!») В. В. Маяковского (1940, совместно с Г. Лыньковым)
- «Господа Головлёвы» (бел. «Паны Галаўлёвы») М. Е. Салтыкова-Щедрина (1956)
- «Голубые журавли» (бел. «Блакітныя жураўлі») В. А. Сухомлинского (1971)

### Издания Василя Витки на русском языке
- Витка, В. Белкино горе : Сказки в стихах / В. Василь; пер. с бел.; Художники Н. Мунц, А. Келейникова. — Москва : Детгиз, 1958. — 64 с.
- Витка, В. Три сказки / В. Василь; Авториз. пер. с бел. А. Шарапова, Н. Кислика; Художник В. Тихонович. — Москва : Госиздат, 1962. — 75 с.
- Витка, В. Свирель : Стихи / В. Василь; Пер. с бел.; Художник Б. Жуков. — Ташкент : Ёш гвардия, 1966.
- Витка, В. Дударик : Игры, шутки, сказки, прибаутки / В. Василь; Пер. с бел. А. Шарапова; Художники Е. Лось, Г. Якубеня. — Минск : Беларусь, 1966. — 47 с.
- Витка, В. Дударик : Стихи / В. Василь; Пер. с бел. А. Жуковского; Художники Е. Лось, Г. Якубеня. — Вильнюс : Вага, 1972. — 48 с.
- Витка, В. Стихи для детей : Чытанка-рисованка / В. Василь; Пер. с бел. М. Веэтами; Художник А. Луцевич. — Таллинн : Ээсти раамат, 1980.
- Витка, В. Трудная дружба : Рассказы / В. Василь; Пер. с бел. — Фрунзе : Мектеп, 1984.
- Витка, В. Полдень : Стихи / В. Василь; Пер. с бел. И. В. Виеру; Художник И. Л. Либерман. — Кишинев : Литература артистикэ, 1984.
- Витка, В. Воробей в гостях / В. Василь; Пер. с бел. П. Стефановича; Художник В. Савич. — Минск : Юнацтва, 1985. — 8 с.
- Витка, В. Бабушкины гости : Стихи / В. Василь; пер. с бел. И. Токмаковой; Художник В. Дувидов. — Москва : Детская литература, 1987. — 14 с.
- Витка, В. Роза и штык : Лирика / В. Василь; Пер. с бел. — Минск : Мастацкая літаратура, 1992. — 173 с.

## Награды и звания
- Орден Октябрьской Революции
- Орден Трудового Красного Знамени
- Орден Трудового Красного Знамени
- Орден «Знак Почёта» (25.02.1955)
- Орден «Знак Почёта»
- Медаль Франциска Скорины (1991)
- Заслуженный деятель культуры Белорусской ССР (1970)
- Лауреат Государственной премии Белорусской ССР (1972) (за книги «Беларуская калыханка», «Казкі» і «Чытанка-маляванка»)
- Международный почётный диплом имени Андерсена с занесением в Почётный список (1978)

## Память
- В 2009 году редколлегией детского журнала «Вясёлка» учреждена Литературная премия имени Василя Витки за вклад в развитие детской литературы.
- Имя В. Витки присвоено базовой школе в аг. Октябрь Слуцкого района Минской области[2]. Одна из экспозиций в школьном музее посвящена В. Витке.